# Espiet
Espiet – miejscowość i gmina we Francji, w regionie Nowa Akwitania, w departamencie Żyronda.
Według danych na rok 1990 gminę zamieszkiwało 435 osób, a gęstość zaludnienia wynosiła 64 osób/km² (wśród 2290 gmin Akwitanii Espiet plasuje się na 762. miejscu pod względem liczby ludności, natomiast pod względem powierzchni na miejscu 1296.).